# 罗伯塔·法钦
罗伯塔·法钦（義大利語：Roberta Faccin，1957年4月28日—），意大利前女子篮球运动员。她曾代表意大利国家队参加1980年夏季奥林匹克运动会篮球比赛，结果获得第六名。